# Постійна палата третейського суду
Постійна палата третейського суду (ППТС) (англ. Permanent Court of Arbitration, PCA) — міжнародний арбітражний суд, розташований в Гаазі (Нідерланди).

## Історія створення
ППТС створено 1899 року за рішенням першої Гаазької мирної конференції, скликаної з ініціативи імператора Російської імперії Миколи ІІ. Є найстарішим органом вирішення міжнародних спорів. Розташована в Палаці миру, спеціально побудованому в Гаазі 1913 року на пожертви Ендрю Карнегі.

## Діяльність
Членами суду є понад 100 держав.
Суд бере до розгляду як позови в міждержавних спорах, так і позови приватних організацій, що мають міжнародний характер. У разі відсутності завчасної згоди про інше ППТС може розглянути справу тільки зі згоди всіх сторін спору.
Слухання часто тривають у закритому режимі і навіть рішення часто є конфіденційними на вимогу сторін.

### Судові позови України проти Росії
Україна подала багато позовів проти Росії до міжнародних судів із часу анексії Криму Росією. 9 травня 2018 року суд у Гаазі присудив Росії виплатити Україні 159 млн доларів компенсації за конфісковане майно і збитки української сторони через анексію Криму.
У квітні 2023 за повідомленням очільника «Нафтогазу України» Олексія Чернишова Арбітражний трибунал при ППТС зобов’язав Росію сплатити НАК «Нафтогаз України» 5 млрд дол. США за збитки, заподіяні захопленням активів «Групи Нафтогаз» в Криму в 2014 році, а також відшкодувати «Нафтогазу» витрати, пов’язані з цим арбітражним провадженням. РФ продовжує оскаржувати це рішення у виконавчих провадженнях.
Арбітражне провадження українського державного ПриватБанку проти РФ триває з 13 квітня 2015 року через незаконне захоплення цінних активів у АР Крим, включно з кредитами, нерухомістю та грошовими коштами, під час російсько-української війни. Остаточне рішення про незаконність дій РФ у АР Крим прийнято 2 грудня 2024 року. З цього часу Арбітражний суд має визначити суми збитків та шкоди Приватбанку, завданої РФ.

## Судді
Кожна держава призначає до складу ППТС до 4 авторитетних фахівців з міжнародного права. Секретаріат Палати веде список таких суддів, з яких може обрати арбітрів для розгляду конкретної справи. 
Дві або більше держав можуть домовитися вибрати спільно одного чи кількох членів. Одну й ту саму особу можуть вибрати різні країни. Члени суду обираються на 6 років. Їхнє призначення на посаду може бути відновлено.

## ППТС і Міжнародний суд ООН
- ППТС працює в тій же будівлі, що й Міжнародний суд ООН;
- Згідно зі статутом Міжнародного суду ООН, кандидатів в члени цього суду обирають не держави, а «національні групи» ППТС, тобто групи суддів ППТС, що представляють одну державу.

## Критика
Зауваги на адресу Постійної палати третейського суду полягають в тому, що:
- Палата не є трибуналом, що чинить правосуддя, а лише представляє список осіб, із яких сторони спору в кожному випадку обирають собі арбітрів, створюючи таким чином суд.
- У деяких випадках такий суд волітиме виносити рішення «по справедливості й добрій волі» (ex aeque et bono), певною мірою задовольняючи обидві сторони, аніж шляхом застосування правових норм.
- Оскільки членів суду в кожному окремому випадку обирають сторони спору, то в судочині відсутнє наступництво.

Зі сказаного робиться висновок, що Постійна палата третейського суду — «не справжній суд у звичайному розумінні цього слова».